# Генцулей
Генцулей (рум. Gănțulei) — село у повіті Вилча в Румунії. Входить до складу комуни Лунджешть.
Село розташоване на відстані 149 км на захід від Бухареста, 60 км на південь від Римніку-Вилчі, 42 км на північний схід від Крайови.

## Населення
За даними перепису населення 2002 року у селі проживали 475 осіб.
Національний склад населення села:
| Національність | Кількість осіб | Відсоток |
| -------------- | -------------- | -------- |
| румуни         | 308            | 64,8%    |
| цигани         | 167            | 35,2%    |

Рідною мовою назвали:
| Мова      | Кількість осіб | Відсоток |
| --------- | -------------- | -------- |
| румунська | 308            | 64,8%    |
| циганська | 167            | 35,2%    |